# 189 a. C.
El año 189 a. C. fue un año del calendario romano prejuliano. En el Imperio romano, fue conocido como el año 565 Ab Urbe condita.

## Acontecimientos
- Roma conquista Galacia.
- Hispania Romana: pretores Lucio Plautio Hipseo (Hispania Citerior) y Lucio Emilio Paulo (Hispania Ulterior) al fallecer su sustituto Lucio Bebio Dívite, luego lo reemplaza Décimo Junio Bruto Galaico.
- La derrota de Antíoco III por los romanos en la Batalla de Magnesia priva a la Liga Etolia de su principal aliado extranjero y hace imposible para ellos continuar oponiéndose a Roma en solitario. La Liga se ve obligada a firmar un tratado de paz con Roma que hace de él un sujeto aliado de la República. Aunque la Liga continúa existiendo nominalmente, el poder de la Liga se ve roto por el tratado y nunca constituirá de nuevo una fuerza militar o política significativa.

### Enero
- 19 de enero. Fecha del "Decreto sobre la Torre Lascutana"[1] (Turris Lascutana), decreto del procónsul Paulo Emilio en el que se concede la libertad a los esclavos de una fortaleza ibera, turris Lascutana, de la ciudad de Asta Regia, que es la primera inscripción epigráfica romana de Hispania que se conoce.

## Fallecimientos
- Lucio Bebio Dívite, pretor de la Hispania Ulterior de este año, muere en combate con los ligures cuando se dirigía a su destino.[2]